# Arquidiocese de Manágua
A Arquidiocese de Manágua (Archidiœcesis Managuensis) é uma arquidiocese da Igreja Católica situada em Manágua, na Nicarágua. Seu título acompanha o de Primaz da Nicarágua. Seu atual arcebispo é Leopoldo José Brenes Solórzano. Sua Sé é a Catedral de Manágua.
Em 2016 possuía 115 paróquias servidas por 237 padres, contando com 75,7% da população jurisdicionada batizada.

## História
A arquidiocese foi eregida em 2 de dezembro de 1913 com a bula Quum iuxta apostolicum effatum do Papa Pio X, recebendo o território da diocese de León na Nicarágua.
Em 19 de dezembro de 1924 cedeu uma porção de seu território em vantagem da ereção da diocese de Matagalpa.
Em 31 de outubro de 1953 foi instituído o capítulo da catedral, por efeito da bula Est Collegium do Papa Pio XII.

## Prelados
Ordinanças locais:
|                     | Nome                                    | Período    | Notas                              |
| Arcebispos          | Arcebispos                              | Arcebispos | Arcebispos                         |
| ------------------- | --------------------------------------- | ---------- | ---------------------------------- |
| 4º                  | Leopoldo José Cardeal Brenes Solórzano  | 2005-atual |                                    |
| 3º                  | Miguel Cardeal Obando Bravo, S.D.B.     | 1970-2005  |                                    |
| 2°                  | Vicente Alejandro González y Robleto †  | 1952-1968  |                                    |
| 1º                  | José Antonio Lezcano y Ortega †         | 1913-1952  |                                    |
| Arcebispo-coadjutor |                                         |            |                                    |
|                     | Vicente Alejandro González y Robleto †  | 1938-1952  |                                    |
| Bispo-auxiliar      |                                         |            |                                    |
|                     | Silvio José Báez Ortega, O.C.D.         | 2009-atual |                                    |
|                     | Jorge Solórzano Pérez                   | 2000-2005  | Nomeado Bispo de Matagalpa         |
|                     | Leopoldo José Brenes Solórzano          | 1988-1991  | Nomeado Bispo de Matagalpa         |
|                     | Juan Abelardo Mata Guevara, S.D.B.      | 1988-1990  | Nomeado Bispo de Esteli            |
|                     | César Bosco Vivas Robelo                | 1981-1991  | Nomeado Bispo de León en Nicaragua |
|                     | Donaldo Chávez Núñez                    | 1966-1970  |                                    |
|                     | Carlos de la Trinidad Borge y Castrillo | 1945-1968  |                                    |
|                     | Isidro Carrillo y Salazar               | 1913-1924  | Nomeado Bispo de Matagalpa         |